# Сильницкий, Антон Петрович
Сильницкий, Антон Петрович (2 августа 1863—1910) — государственный служащий, журналист, петропавловский уездный начальник (1903—1904). Дед лингвиста Г. Г. Сильницкого. Главный редактор газеты «Приамурские ведомости» (1897—1903, 1905).
По словарю проф. Рымута «Происхождение фамилий» фамилия Сильницки происходит от названия местности Сильница или деревни Сельница (их было несколько). Впервые появилась в 1601 году.

## На военной службе
Антон родился в семье священника принадлежавшего к роду смоленских священноцерковнослужителей служивших в Смоленском, позже Краснинском уезде, Рославльском, Поречском уездах Смоленской губернии с первой половины XVIII века. Служил офицером в Российской армии в течение 12 лет. Неудачно пытался поступить в Николаевскую академию Генерального штаба. В октябре 1894 года переведён из Европейской России в Приамурский военный округ, на службу в 10-й Восточно-Сибирский линейный батальон, расквартированный в Хабаровске. По поручению командующего войсками округа С. М. Духовского, Сильницкий работал в архивах Мариинска, Софийска, Николаевска и Владивостока, занимался поиском документов по истории Приамурья.

## Чиновник на Дальнем Востоке
В 1896 году Сильницкий покинул военную службу, став чиновником канцелярии Приамурского генерал-губернатора. Был направлен в командировку на Камчатку и в Анадырь, по результатам которой сделал доклад общему собранию Приамурского отдела Императорского Русского Географического Общества (ПО ИРГО). На основе путевых наблюдений Сильницкий написал очерк «Поездка в Камчатку и на реку Анадырь». В 1897 г. участвовал в проведении Первой всеобщей переписи населения, входил в состав Хабаровской переписной комиссии. С января 1897 г. был редактором официальной газеты «Приамурские ведомости» (основанной Духовским). В 1901 г. вновь был направлен в командировку на Камчатку, по итогам которой составил описание поездки; кроме того, сделал фотографии различных населенных пунктов.

## Деятельность на Камчатке
В 1903 г. Сильницкий был назначен Петропавловским уездным начальником (то есть de facto управляющим всей Камчаткой). Проявил себя энергичным администратором, упорядочил работу пушного аукциона, чем пополнил бюджет уезда, но нанёс ущерб коммерческим интересам местных торговцев-перекупщиков. Часть средств, вырученных на аукционе, была направлена на закупку во Владивостоке товаров для местного населения. В видах борьбы с пьянством, запретил деятельность кабаков в Петропавловске. Отменил сложившуюся коррупционную практику привлечения местных торговцев к сбору ясака (податей) с коренного населения. Также отменил каюрную повинность (согласно которой коренное население должно было предоставлять торговцам нарты и собачьи упряжки).
В 1903 г., вместе с военными моряками, участвовал в борьбе с японскими рыбаками-браконьерами, отправил задержанных японцев во Владивосток. А в 1904 году Сильницкому суждено было стать если не героем, то заслуженным ветераном Русско-японской войны. Он организовал эффективное сопротивление японцам на Камчатке, сформировал ополчение, в результате чего высадившийся на полуострове летом 1904 года японский отряд был разбит. Среди соратников Сильницкого были его помощник, штабс-капитан в отставке В. Р. Векентьев, командир Петропавловской дружины; прапорщик в отставке Цезарь Жабо; начальник обороны западного побережья старший унтер-офицер запаса Максим Сотников (произведённый в 1905 в подпоручики, а в 1906 году убитый браконьерами).
Однако, патриотическая деятельность Сильницкого привела к его конфликту с частью местной элиты (чиновников, торговцев и даже духовенства), на собрании которой (с участием уездного врача) он был признан сумасшедшим. Петропавловское духовенство приняло решение покинуть город, вывезя из него церковные святыни.
Летом 1904 в Петропавловск прибыл уполномоченный министра внутренних дел и наместника императора на Дальнем Востоке, начальник Командорских островов Н. А. Гребницкий, который поддержал версию о сумасшествии Сильницкого и нервном расстройстве Векентьева. Они были отрешены от своих должностей и с семьями посажены на пароход, направлявшийся в Охотск.
Оттуда Сильницкий выехал в Якутск, а затем в Иркутск. Написал для «Якутских областных ведомостей» статью об обороне Камчатки, которая была перепечатана многими газетами. В Иркутске Сильницкий прошёл медицинское освидетельствование и был признан полностью здоровым. С января 1905 г. вновь редактировал «Приамурские ведомости»; 25 июля 1905 был награждён орденом св. Анны II степени. Осенью 1905 г., в качестве ревизора, вновь посетил Камчатку.

## Последние годы жизни
Выйдя в отставку, стал редактором частной газеты «Приамурье», критиковавшей деятельность местной администрации, за что неоднократно подвергался наказаниям, находился под арестом. Был избран гласным Хабаровской городской думы на период с 1910 по 1914 гг., но в 1910 г. скончался.

## Образ Сильницкого в массовой культуре
Антон Сильницкий стал прототипом одного из главных героев романа Валентина Пикуля «Богатство» — Андрея Петровича Соломина. В 2004 г. по мотивам романа был снят сериал, где роль Соломина исполнил Сергей Никоненко.

## Комментарии
1. ↑  [1] ГАСО Ф. 48. Оп. 1 Д. 781. МК Смоленской епархии Краснинской округи с. Максимовского. 1728—1809 гг.
2. ↑  Подробнее об этом — см. Оборона Камчатки в Русско-японскую войну (1904—1905)